# Crioscopia
Abaixamento Crioscópico é a propriedade coligativa que indica a diminuição de ponto de congelamento de um líquido, provocado pela adição de um soluto não-volátil que diminui a pressão de vapor do líquido. Consequentemente, a temperatura de ebulição desse líquido aumenta e a de fusão diminui. Já a Crioscopia é o nome dado à técnica onde é possível medir a massa molar de um soluto, sabendo-se, a constante crioscópica.
As propriedades coligativas dependem do número de partículas de soluto na solução, não da natureza do soluto.

## Lei da Crioscopia
O estudo da crioscopia está fundamentado na seguinte Lei de Raoult:
"A diferença entre o ponto de solidificação do solvente puro e a temperatura de início da solidificação do solvente em uma solução ideal (abaixamento crioscópico, Δc) é diretamente proporcional à concentração molar da solução."
Também conhecida como Criometria, a Crioscopia estuda a diminuição do ponto de congelamento de um líquido causado pelo soluto não volátil. A fórmula que permite calcular essa propriedade é a seguinte: 
Δt = T* - T, onde: 
T* = temperatura de congelamento da solução antes de acrescentar o soluto. 
T = temperatura de congelamento da solução depois que acrescentar o soluto.
Quando se adiciona um soluto não-volátil a um solvente, as partículas deste soluto dificultam a cristalização do solvente, dando origem à propriedade descrita. Exemplo: o ponto de congelamento da água poluída é mais baixo que o da água pura, por quê? A água poluída possui partículas não-voláteis que dificultam o congelamento deste líquido, já a água purificada, isenta de qualquer corpo estranho, chega à cristalização mais rapidamente. A partir da sua urina, o ponto de ebulição é maior, pelo soluto adicionado na mesma.

## Propriedades Coligativas e Potencial Químico.
Para que um sistema esteja em equilíbrio, o potencial químico de todas as suas fases devem ser iguais.
Tais propriedades se devem à  redução do potencial químico do solvente em solução(em relação ao solvente puro).A medida de potencial químico é um indicador da estabilidade do sistema: quanto menor o potencial químico mais estável a fase é.
Para o equilíbrio num sistema que contém: água resfriada, gelo moído e ácido clorídrico, considera-se que:
O potencial químico μ da solução água+ ácido clorídrico é   μ=μ* + RTlnXA, onde μ é o potencial químico do solvente em solução, μ* é o potencial químico do solvente puro e xA é a fração molar da água na solução. Diminuindo-se a fração molar do solvente( ou seja, acrescentando-se soluto), o μ da solução diminui, o que desestabiliza o sistema água+ gelo moído+ ácido clorídrico.
Considerando-se o equilíbrio entre água + gelo moído, tem-se que :
μ(s)=μ(l), que é igual μ(s)= μ(l)+ RT ln xa. Com a diminuição do potencial químico do solvente em solução, para que o equilíbrio seja restabelecido, T é abaixado, o que caracteriza o abaixamento crioscópico.[Atkins]